# Alburitel
Alburitel é uma povoação portuguesa sede da Freguesia de Alburitel do Município de Ourém, freguesia com 11,51 km² de área e 1060 habitantes (censo de 2021), tendo, por isso, uma densidade populacional de 92,1 hab./km².
A freguesia é constituída por duas povoações, Alburitel e Toucinhos. É conhecida pelos seus vinhos e petiscos tradicionais.
A freguesia foi criada pelo decreto lei n.º 15.225. de 21/03/1928, com lugares das freguesias de Seiça e Ourém.

## Demografia
A população registada nos censos foi:
| Distribuição da População por Grupos Etários | Distribuição da População por Grupos Etários | Distribuição da População por Grupos Etários | Distribuição da População por Grupos Etários | Distribuição da População por Grupos Etários |
| -------------------------------------------- | -------------------------------------------- | -------------------------------------------- | -------------------------------------------- | -------------------------------------------- |
| Ano                                          | 0-14 Anos                                    | 15-24 Anos                                   | 25-64 Anos                                   | > 65 Anos                                    |
| 2001                                         | 170                                          | 157                                          | 617                                          | 219                                          |
| 2011                                         | 124                                          | 128                                          | 605                                          | 322                                          |
| 2021                                         | 127                                          | 77                                           | 513                                          | 343                                          |